# Alistair (nom)
Alistair és un nom propi masculí. És una de les variacions d'Alastair, que al seu torn és la forma anglicitzada d'Alasdair. Alasdair és la forma gaèlica d'Alexandre, un nom d'origen grec (Ἀλέξανδρος) que significa 'protector dels homes'. És especialment popular a Escòcia, on l'any 2000 va ser el 90è nom de nen més posat.
La seva onomàstica se celebra el mateix dia que la dels Alexandres. A causa de la multitud de Sants Alexandre que hi ha hagut, aquesta onomàstica es pot celebrar molts dies diferents.

## Personatges famosos amb aquest nom
- Alistair Appleton, presentador de televisió
- Alistair Overeem, lluitador de l'MMA
- Alistair Cooke (1908-2004), periodista i presentador[3]
- Alistair Darling, polític britànic (Secretari d'Estat de Comerç i Indústria entre el maig del 2006 i el juny del 2007, Ministre d'Hisenda del Regne Unit des del juny del 2007)[4]
- Alistair Taylor, ajudant personal del mànager dels Beatles Brian Epstein.
- Alistair MacLean, novel·lista escocès